# 류사오앙
류사오앙(중국어 간체자: 刘少昂, 정체자: 劉少昂, 병음: Liú Shào'áng, 한자음: 유소앙, 중국어 발음: [ljǒʊ ʂâʊ ǎŋ], 1998년 3월 13일~)은 헝가리 출신 중화인민공화국의 쇼트트랙 선수이다. 헝가리어 이름은 류 사오앙(헝가리어: Liu Shaoang)이며 헝가리 쇼트트랙 국가대표 선수로 활동하다가 중화인민공화국 국가대표 선수로 활동하고 있다.
헝가리 쇼트트랙 국가대표로 활동할 당시 2018년 동계 올림픽 남자 쇼트트랙 5000m 계주 부문에서 금메달을 획득하여 헝가리 최초의 동계 올림픽 금메달을 획득했다. 이후 2022년 동계 올림픽 남자 500m 부문에서 금메달을 획득하여 헝가리 최초로 동계 올림픽 개인 종목 금메달을 획득했고 남자 1000m 부문과 혼성 2000m 계주 부문에서 동메달을 획득했다. 이 밖에 세계 선수권 대회에서 금메달 3개, 은메달 5개, 동메달 2개를 획득했으며 쇼트트랙 월드컵에서 종합 우승 1회(2017)를 달성했다.
2022년 11월 형 류사오린과 함께 헝가리에서 중화인민공화국으로 귀화했고 2023년부터 중화인민공화국 쇼트트랙 국가대표로 국제 대회에 출전하고 있다. 그는 중국 국가대표 선수로서 세계 선수권 대회 금메달 2개를 획득했다.

## 개인사
중국인 아버지와 헝가리인 어머니 사이에서 태어났으며 쇼트트랙 선수인 류사오린의 동생이다.

## 수상
- 헝가리 올해의 빙상 선수(2017년, 2020년, 2021년, 2022년)
- 주글로 명예구민(2018년)

### 수훈
- 사령관십자 헝가리 공화국 공로장(2022년)
- 장교십자 헝가리 공화국 공로장(2018년)